# 豊原時秋
豊原 時秋（とよはら の ときあき）は、平安時代後期の貴族・楽人。左近衛将監・豊原時元の子。官位は従五位下・右近衛将監。

## 経歴
豊原氏は代表的な楽家の一つであり、時秋の祖父・時光、父の時元とも笙の大家として名高かった。時秋は楽所勾当となり、篳篥の道で名を上げた。保安3年（1122年）右近衛府生、仁平4年（1152年）から保元2年（1157年）まで雅楽允を務めた。
その養子の利秋（弟・光秋の子）以降も、豊原氏は代々朝廷に仕える楽家（京方楽人）として続いた。

## 逸話

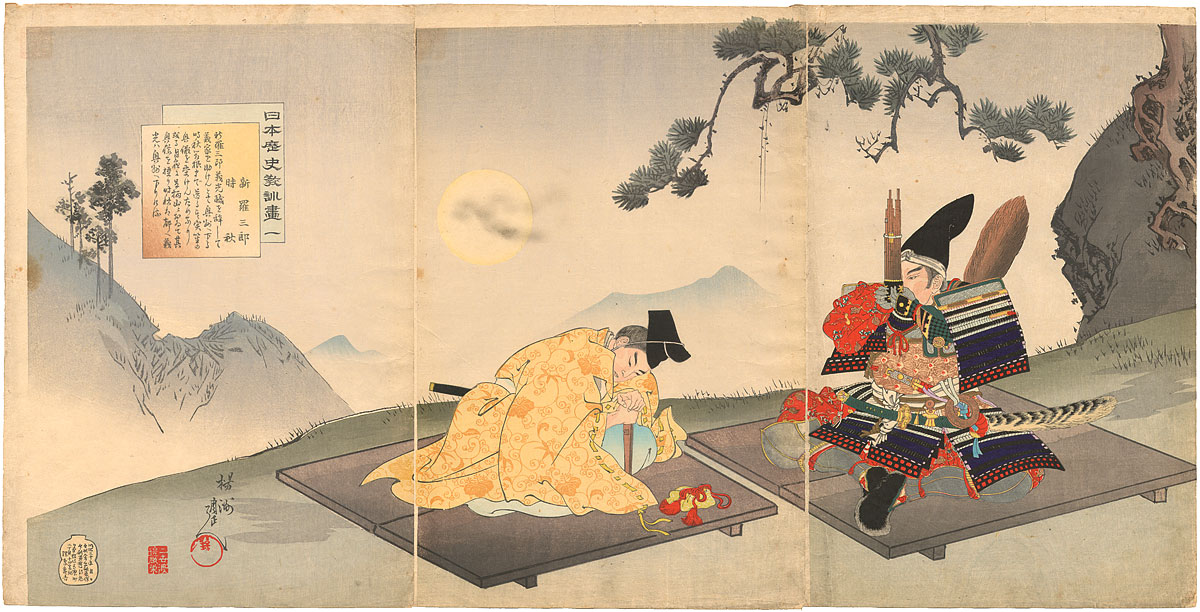
足柄山で源義光から秘伝の曲を伝授される豊原時秋（楊洲周延『日本歴史教訓画』）

寛治元年（1087年）新羅三郎こと源義光は後三年の役を戦う兄・義家を救援すべくため東上するが、時秋はこの後を追い、相模国足柄山にて戦場への同行を申し出る。義光は時秋の亡父時元の笙の弟子であり、時元より笙の秘伝の一曲『大食調入詞』を授けられていたが、幼くして父と死別した時秋はこの時までその曲を知らぬままでいた。義光は自らの戦死によって秘曲を伝える者が絶えることを惜しみ、ここで時秋に同曲を授け後事を託す。時秋はやむなく義光の説得を受け入れ、都に引き返したという。
以上は『古今著聞集』巻6などに見える逸話であり、伝統を受け継ぐ者の心意気を伝える美談として史上に名高い。しかしながら、時秋の生年などから、実際に義光が師事したのは時光、戦場に赴く際に別れたのは時元と一代ずつ前であり、またその場所も足柄山ではなく逢坂関であったとする説が現在では有力である。

## 系譜
「豊原系図」（『続群書類従』巻第174所収）による。
- 父：豊原時元
- 母：不詳
- 生母不明の子女
  - 男子：豊原竜秋
- 養子女
  - 養子：豊原利秋（?-1211） - 実は豊原光秋の子